# Уиттакер, Роберт
Роберт Джон Уиттакер (англ. Robert John Whittaker; 20 декабря 1990, Окленд, Новая Зеландия) — австралийский профессиональный боец смешанных единоборств, выступающий в Ultimate Fighting Championship в средней весовой категории.
Бывший чемпион UFC в среднем весе. Занимает 8 строчку официального рейтинга UFC в среднем весе..

## Биография
Отец Уиттакера записал Роберта в возрасте семи лет и его брата в школу карате Годзю-рю, чтобы приучить их к самодисциплине и самообороне. Проучившись в дисциплине чуть более восьми лет и получив чёрный пояс, он, одновременно с братом, получил от отца разрешение переключиться на другой вид спорта или полностью бросить карате. В то время как его брат решил бросить учёбу, Роберт решил перейти в тренажерный зал Хапкидо, которым руководил Генри Перес, после его переезда в Менай. Вскоре после этого Перес превратил свой тренажерный зал в тренажерный зал ММА. Не имея другого выбора, Уиттакер начал тренироваться в ММА и затем выбрал ММА в качестве своего предпочтительного вида спорта. До того, как стать профессиональным бойцом ММА, Уиттакер был каменщиком.
Уиттакер не использует трэш-ток перед боями. Объяснил он это так:
Я не из тех бойцов, которые проявляют ненависть к своему сопернику перед боем. Я в первую очередь спортсмен и люблю спорт.

## Смешанные единоборства

### Начало карьеры
Роберт Уиттакер перешёл в профессионалы в 2008 году. Он подписал контракт с австралийской организацией Xtreme Fighting Championships. Дебютировал в ней 14 марта 2009 года против Криса Таллуина, одержав победу техническим нокаутом в первом раунде.
Продолжил свою карьеру Уиттакер в промоушене Cage Fighting Championships, с 2006 по 2009 года одержал в нём шесть побед и не потерпел ни одного поражения.
30 октября 2011 Уиттакер потерпел первое поражение. Произошло это в бою с Хун Кимом на Legend Fighting Championship 6 удушающим приемом в первом раунде. Затем Роберт одержал две победы подряд, прежде чем потерпеть ещё одно поражение, на этот раз от Джесси Хуареса.

### Ultimate Fighting Championship

#### The Ultimate Fighter
В 2012 году тренер Уиттакера Генри Перес предложил ему провести бой в первом раунде The Ultimate Fighter: The Smashes, в котором команда австралийцев противостояла команде из Великобритании.
В первом бою Уиттакер нокаутировал Люка Ньюмана за 19 секунд и пробился в полуфинал. Нокаут был очень тяжелым, соперник был без сознания несколько минут. Роберт получил 25 тысяч долларов, так как этот нокаут был признан «нокаутом сезона». В полуфинале Уиттакер нокаутировал Ксавьера Лукаса также в первом раунде. Эта победа вывела Роберта в финал сезона.

#### Начало карьеры в UFC
Уиттакер дебютировал в UFC 15 декабря 2012 года на «The Ultimate Fighter: The Smashes Finale». Единогласным решением он одержал победу над Брэдом Скоттом и стал победителем The Ultimate Fighter.
Начало карьеры Уиттакера в UFC стало не самым успешным. После победы в финале The Ultimate Fighter Роберт одержал ещё одну победу над Колтоном Смитом, а затем потерпел поражения от Курта МакГи и Стивена Томпсона. Одержав победу единогласным решением судей в следующем поединке с Майком Роудзом, Уиттакер перешёл в средний вес.
В среднем весе он дебютировал 8 ноября 2014 на UFC Fight Night: Rockhold vs. Bisping, одержав победу над Клинтом Хестером техническим нокаутом во втором раунде. Получил свою первую награду «Лучший бой вечера».
В среднем весе Уиттакер вышел на серию из 6 побед подряд. Он одолел Клинта Хестера, Брэда Тавареса, Юраю Холла, Рафаэла Натала, Дерека Брансона и Роналду Соузу. В этой серии он трижды получал награду «Выступление вечера» и дважды «Лучший бой вечера».

#### Чемпион UFC в среднем весе
Серия побед позволила выйти ему на титульный бой. Из-за того, что Майкл Биспинг залечивал травму колена, Уиттакер встретился с Йоэлем Ромеро в бою за титул временного чемпиона UFC в среднем весе. Роберт одержал победу единогласным решением судей и стал первым австралийским чемпионом UFC.
7 декабря 2017 года тогдашний чемпион в среднем весе Жорж Сен-Пьер освободил титул и Уиттакера признали неоспоримым чемпионом. Его первая защита титула должна была состояться за UFC 221 против бывшего чемпиона UFC в среднем весе Люка Рокхолда. 13 января 2018 года стало известно, что Уиттакер выбыл из турнира из-за травмы и будет заменен Йоэлем Ромеро. Победитель этого боя получит титул временного чемпиона, и затем встретится с Уиттакером в объединительном поединке.
9 июня 2018 на UFC 225 состоялся реванш с Йоэлем Ромеро. Йоэль не смог сделать вес и был оштрафован на 20 % своего гонорара. Было объявлено, что бой титульным больше не является. Уиттакер одолел Ромеро раздельным решением судей. Их бой был удостоен награды «Лучший бой вечера». Поскольку Ромеро не смог сделать вес, Уиттакер получил премию в размере 100 тысяч долларов, которую обычно делили оба бы бойца.
6 октября 2019 года Уиттакер встретился с Исраэлем Адесаньей на UFC 243. Адесанья победил техническим нокаутом во втором раунде.

#### Дальнейшая карьера в UFC
Уиттакер должен был биться с Джаредом Каннонье 7 марта 2020 года на турнире UFC 248. Однако, 15 января 2020 года было объявлено, что Уиттакер снялся с боя по нераскрытым причинам. В конце апреля 2020 года Уиттакер заявил в интервью, что полностью отказался от боя и тренировок из-за эмоционального выгорания.
26 июля 2020 победил единогласным решением судей Даррена Тилла на UFC on ESPN: Whittaker vs. Till.
24 октября 2020 года на UFC 254 Уиттакер встретился в бою с Джаредом Каннонье, которого победил единогласным решением судей.
Уиттакер должен был встретиться с Паулу Костой 17 апреля 2021 на UFC on ESPN 22. Позднее Коста выбыл из-за болезни. На замену вышел Келвин Гастелум. Уиттакер победил единогласным решением судей, а бой был признан лучшим на турнире.

## Титулы и достижения

### Сторонние награды
- GQ Австралия
  - Спортсмен года (2018)[19].

### Смешанные единоборства
- Ultimate Fighting Championship
  - Чемпион UFC в среднем весе (один раз).
  - Временный чемпион UFC в среднем весе (один раз).
  - Победитель шоу The Ultimate Fighter: The Smashes.
  - Обладатель премии «Лучший нокаут сезона» на The Ultimate Fighter: The Smashes[7].
  - Обладатель премии «Лучший бой вечера» (пять раз) против Клинта Хестера[20], Дерека Брансона[21], Йоэля Ромеро (2)[22][23] и Келвина Гастелума[18].
  - Обладатель премии «Выступление вечера» (четыре раза) против Брэда Тавареса[24], Дерека Брансона[21], Роналду Соузы[25], и Икрама Алискерова.

### Вольная борьба
- Кубок Австралии
  - Победитель в категории до 97 кг (2015).
- Национальный чемпионат Австралии
  - Золотая медаль в категории до 97 кг (2017)

## Статистика выступлений в ММА
| Боёв 36  | Побед 27 | Поражений 9 |
| -------- | -------- | ----------- |
| Нокаутом | 11       | 3           |
| Сдачей   | 5        | 2           |
| Решением | 11       | 4           |

| Результат | Рекорд | Соперник         | Способ                            | Турнир                                 | Дата            | Раунд | Время | Место                      | Примечание |
| --------- | ------ | ---------------- | --------------------------------- | -------------------------------------- | --------------- | ----- | ----- | -------------------------- | --- |
| Поражение | 27-9   | Ренье Де Риддер  | Раздельное решение                | UFC on ABC: Уиттакер vs. Де Риддер     | 27 июля 2025    | 5     | 5:00  | Абу-Даби, ОАЭ              | |
| Поражение | 27-8   | Хамзат Чимаев    | Болевой приём (залом челюсти)     | UFC 308                                | 27 октября 2024 | 1     | 3:34  | Абу-Даби, ОАЭ              | |
| Победа    | 27-7   | Икрам Алискеров  | KO (удары)                        | UFC on ABC: Уиттакер vs. Алискеров     | 22 июня 2024    | 1     | 1:49  | Эр-Рияд, Саудовская Аравия | «Выступление вечера» (4)                                                                                                |
| Победа    | 26-7   | Паулу Коста      | Единогласное решение              | UFC 298                                | 17 февраля 2024 | 3     | 5:00  | Анахайм, Калифорния, США   | |
| Поражение | 25-7   | Дрикус дю Плесси | TKO (удары)                       | UFC 290                                | 8 июля 2023     | 2     | 2:23  | Лас-Вегас, Невада, США     | |
| Победа    | 25-6   | Марвин Веттори   | Единогласное решение              | UFC Fight Night: Ган vs. Туиваса       | 3 сентября 2022 | 3     | 5:00  | Париж, Франция             | |
| Поражение | 24-6   | Исраэль Адесанья | Единогласное решение              | UFC 271                                | 12 февраля 2022 | 5     | 5:00  | Хьюстон, Техас, США        | Бой за титул чемпиона в UFC в среднем весе                                                                              |
| Победа    | 24-5   | Келвин Гастелум  | Единогласное решение              | UFC on ESPN: Уиттакер vs. Гастелум     | 17 апреля 2021  | 5     | 5:00  | Лас-Вегас, Невада, США     | «Лучший бой вечера» (5)                                                                                                 |
| Победа    | 23-5   | Джаред Каннонье  | Единогласное решение              | UFC 254                                | 24 октября 2020 | 3     | 5:00  | Абу-Даби, ОАЭ              | |
| Победа    | 22-5   | Даррен Тилл      | Единогласное решение              | UFC on ESPN: Уиттакер vs. Тилл         | 26 июля 2020    | 5     | 5:00  | Абу-Даби, ОАЭ              | |
| Поражение | 21-5   | Исраэль Адесанья | KO (удары)                        | UFC 243                                | 6 октября 2019  | 2     | 3:33  | Мельбурн, Австралия        | Утратил титул чемпиона в UFC в среднем весе                                                                             |
| Победа    | 21-4   | Йоэль Ромеро     | Раздельное решение                | UFC 225                                | 9 июня 2018     | 5     | 5:00  | Чикаго, Иллинойс, США      | Не титульный бой; Ромеро не сделал вес. «Лучший бой вечера» (4)                                                         |
| Победа    | 20-4   | Йоэль Ромеро     | Единогласное решение              | UFC 213                                | 8 июля 2017     | 5     | 5:00  | Лас-Вегас, Невада, США     | Завоевал титул временного чемпиона в UFC среднем весе. «Лучший бой вечера» (3). Позже был объявлен бесспорным чемпионом |
| Победа    | 19-4   | Роналду Соуза    | TKO (удар ногой в голову и удары) | UFC on Fox: Джонсонvs. Рейс            | 15 апреля 2017  | 2     | 3:28  | Канзас-Сити, Миссури, США  | «Выступление вечера» (3)                                                                                                |
| Победа    | 18-4   | Дерек Брансон    | TKO (удар ногой в голову и удары) | UFC Fight Night: Уиттакер vs. Брансон  | 27 ноября 2016  | 1     | 4:07  | Мельбурн, Австралия        | «Выступление вечера» (2); «Лучший бой вечера» (2)                                                                       |
| Победа    | 17-4   | Рафаэл Натал     | Единогласное решение              | UFC 197                                | 23 апреля 2016  | 3     | 5:00  | Лас-Вегас, Невада, США     | |
| Победа    | 16-4   | Юрая Холл        | Единогласное решение              | UFC 193                                | 15 ноября 2015  | 3     | 5:00  | Мельбурн, Австралия        | |
| Победа    | 15-4   | Брэд Таварес     | KO (удары)                        | UFC Fight Night: Миочич vs. Хант       | 10 мая 2015     | 1     | 0:44  | Аделаида, Австралия        | «Выступление вечера» (1)                                                                                                |
| Победа    | 14-4   | Клинт Хестер     | TKO (удары коленями и руками)     | UFC Fight Night: Рокхколд vs. Биспинг  | 8 ноября 2014   | 2     | 2:43  | Сидней, Австралия          | Дебют в среднем весе. «Лучший бой вечера» (1)                                                                           |
| Победа    | 13-4   | Майк Роудз       | Единогласное решение              | UFC Fight Night: Те Хуна vs. Марквардт | 28 июня 2014    | 3     | 5:00  | Окленд, Новая Зеландия     | |
| Поражение | 12-4   | Стивен Томпсон   | TKO (удары)                       | UFC 170                                | 22 февраля 2014 | 1     | 3:43  | Лас-Вегас, Невада, США     | |
| Поражение | 12-3   | Курт Макги       | Раздельное решение                | UFC Fight Night: Кондит vs. Кампманн 2 | 28 августа 2013 | 3     | 5:00  | Индианаполис, Индиана, США | |
| Победа    | 12-2   | Колтон Смит      | TKO (удары)                       | UFC 160                                | 25 мая 2013     | 3     | 0:41  | Лас-Вегас, Невада, США     | |
| Победа    | 11-2   | Брэд Скотт       | Единогласное решение              | UFC on FX: Sotiropoulos vs. Pearson    | 15 декабря 2012 | 3     | 5:00  | Голд-Кост, Австралия       | Стал победителем The Ultimate Fighter: The Smashes в среднем весе                                                       |
| Победа    | 10-2   | Ксавье Лукас     | TKO (удары)                       | The Ultimate Figher: The Smashes       | 6 декабря 2012  | 1     | N/A   | Голд-Кост, Австралия       | Полуфинал турнира TUF: The Smashes в среднем весе                                                                       |
| Поражение | 9-2    | Джесси Хуарез    | Единогласное решение              | Cage Fighting Championships 21         | 18 мая 2012     | 5     | 5:00  | Сидней, Австралия          | Бой за титул чемпиона CFC в среднем весе.                                                                               |
| Победа    | 9-1    | Шон Спунер       | Технический нокаут (удары)        | Superfight Australia 13                | 23 марта 2012   | 1     | 4:01  | Перт, Австралия            | Завоевал титул чемпиона SFA в среднем весе.                                                                             |
| Победа    | 8-1    | Иэн Бон          | Технический нокаут (удары)        | Cage Fighting Championships 19         | 9 декабря 2011  | 1     | 3:15  | Сидней, Австралия          | |
| Поражение | 7-1    | Хун Ким          | Удушающий приём (треугольник)     | Legend Fighting Championship 6         | 30 октября 2011 | 1     | 3:01  | Макао, Китай               | |
| Победа    | 7-0    | Кори Нельсон     | Болевой прием (рычаг локтя)       | Cage Fighting Championships 18         | 26 августа 2011 | 1     | 4:40  | Сидней, Австралия          | |
| Победа    | 6-0    | Бен Алловэй      | Удушающий приём (сзади)           | Cage Fighting Championships 17         | 3 июня 2011     | 1     | 4:07  | Голд-Кост, Австралия       | |
| Победа    | 5-0    | Нейт Томсон      | Удушающий приём (сзади)           | Cage Fighting Championships 15         | 8 октября 2010  | 1     | 2:21  | Сидней, Австралия          | |
| Победа    | 4-0    | Джей Кобейн      | Болевой прием (рычаг локтя)       | Cage Fighting Championships 14         | 5 июня 2010     | 1     | 0:32  | Сидней, Австралия          | |
| Победа    | 3-0    | Ник Эриэль       | Нокаут (удар)                     | Cage Fighting Championships 12         | 12 марта 2010   | 1     | 2:50  | Сидней, Австралия          | |
| Победа    | 2-0    | Ричард Уолш      | Удушающий приём (сзади)           | Cage Fighting Championships 11         | 20 ноября 2009  | 1     | 2:40  | Сидней, Австралия          | |
| Победа    | 1-0    | Крис Таллуин     | Технический нокаут (удары)        | XFC 14                                 | 14 марта 2009   | 1     | N/A   | Перт, Австралия            | |